# 皮爾薩阿特河
39°51′N 49°23′E / 39.850°N 49.383°E

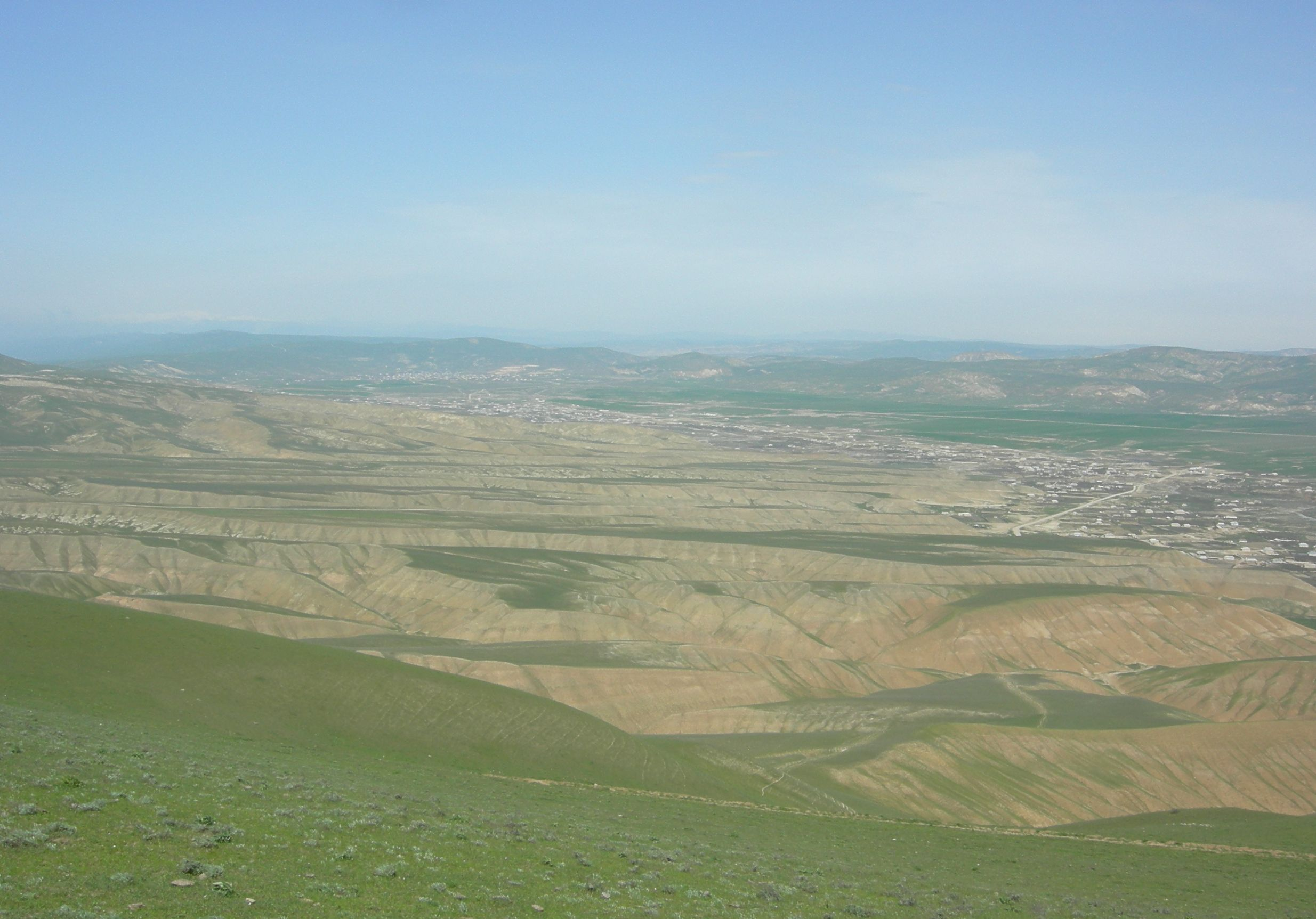

皮爾薩阿特河，是阿塞拜疆的河流，位於該國東部，流經伊斯梅爾雷區、沙馬基區和薩利揚區，河道全長199公里，流域面積2,280平方公里，河水來自融雪、雨水和地下水。